# The Talos Principle 2
The Talos Principle 2 est un jeu vidéo de réflexion développé par le studio croate Croteam et édité par Devolver Digital. Il sort le 2 novembre 2023 sur Microsoft Windows, PlayStation 5 et Xbox Series et fait suite à The Talos Principle sorti en 2014. Une extension, du nom de Road to Elysium, sort le 14 juin 2024.

## Système de jeu
The Talos Principle 2 est un jeu vidéo de réflexion qui consiste en une série de puzzles à résoudre, à la manière de Portal. Il contient également une part d'exploration.

## Développement
Le studio Croteam annonce travailler sur The Talos Principle 2 dès 2016, mais le jeu n'est révélé que lors du PlayStation Showcase de mai 2023. En septembre 2023, sa sortie est annoncée pour le 2 novembre 2023 sur Microsoft Windows, PlayStation 5 et Xbox Series.

### ExtensionRoad to Elysium
En juin 2024, une extension du jeu intitulée Road to Elysium est annoncée pour le 14 juin 2024. Celle-ci comporte trois chapitres, qui se concentrent sur l'histoire de trois personnages différents et comportent de nouveaux puzzles,.

## Accueil
The Talos Principle 2 reçoit un accueil critique « généralement favorable », obtenant 88 % sur l'agrégateur Metacritic et sur OpenCritic.